# 特赫拉湖
特赫拉湖是愛沙尼亞的湖泊，位於該國西南部，由派爾努縣負責管轄，長2.84公里、寬1.85公里，面積3.17平方公里，湖岸線長度12公里，平均水深1.3米，最大水深1.5米，湖中有3個島嶼。
58°25′N 23°59.5′E / 58.417°N 23.9917°E